# Comuna Lîsovîci, Strîi
Lîsovîci (în ucraineană Лисовичі) este o comună în raionul Strîi, regiunea Liov, Ucraina, formată din satele Banea Lîsovîțka și Lîsovîci (reședința).

## Demografie
Componența lingvistică a comunei Lîsovîci
     Ucraineană (99,35%)
     Alte limbi (0,64%)
Conform recensământului din 2001, majoritatea populației comunei Lîsovîci era vorbitoare de ucraineană (99,35%), existând în minoritate și vorbitori de alte limbi.